# Élections américaines de la Chambre des représentants de 2022
Les élections américaines de la Chambre des représentants ont lieu le 8 novembre 2022 afin de renouveler l'ensemble des 435 membres de la Chambre des représentants, la chambre basse du Congrès des États-Unis. 
Ce même jour, l'Election Day, différentes élections fédérales, étatiques et locales se tiennent également dont  notamment les élections sénatoriales au niveau fédéral.
Le Parti républicain, mené par Kevin McCarthy, remporte une courte majorité absolue des sièges à la Chambre des représentants, devant le Parti démocrate mené par Nancy Pelosi.

## Contexte
Lors des précédentes élections de novembre 2020 organisées en fin de mandat du président Donald Trump et malgré la défaite de ce dernier face à Joe Biden, les républicains gagnent 14 sièges mais ne parviennent pas à reprendre le contrôle de la Chambre des représentants après deux années passées sous contrôle démocrate.

## Système électoral

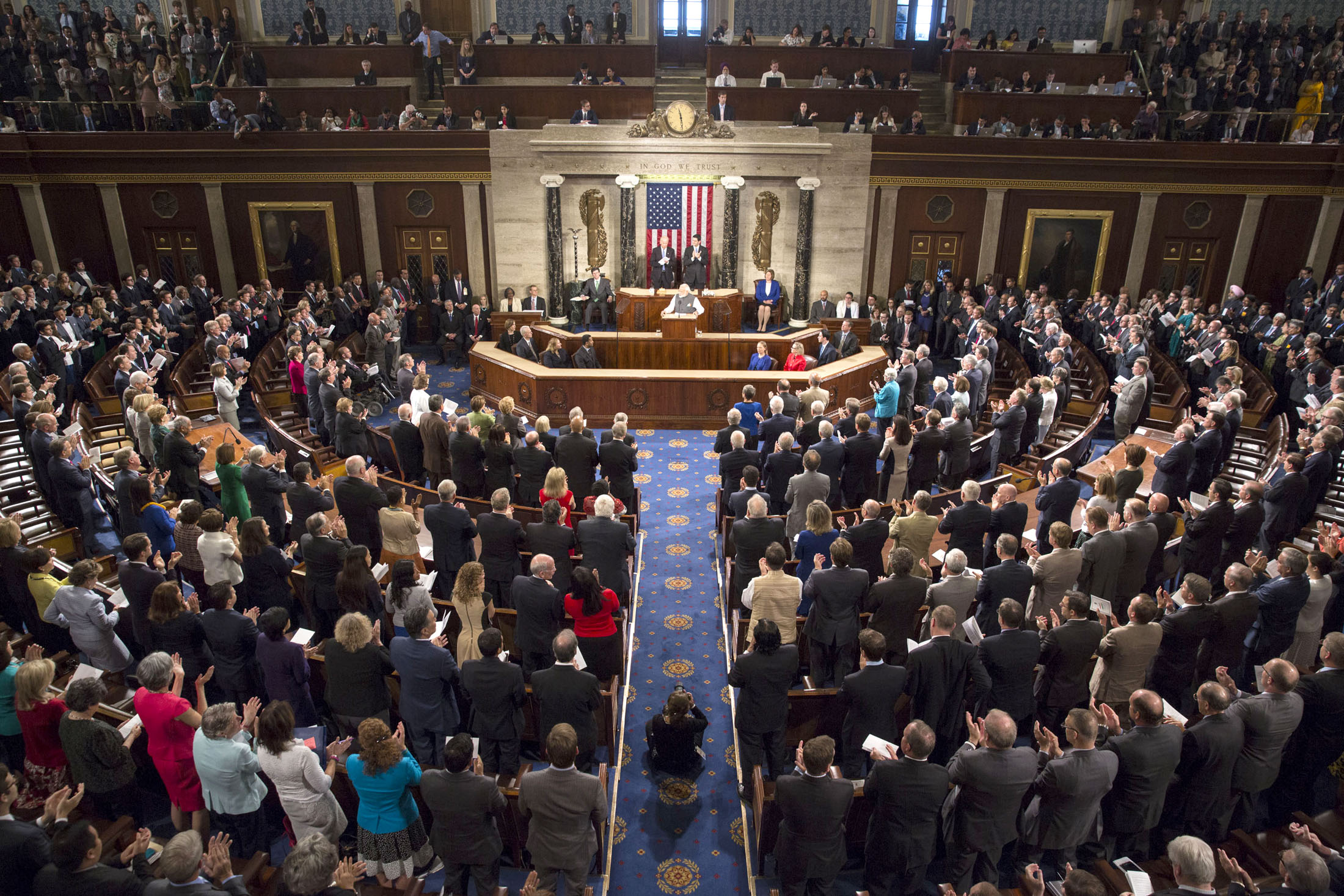
Intérieur de la Chambre des représentants à Washington.

La Chambre des représentants des États-Unis est la chambre basse de son parlement bicaméral. Elle est composée de 435 sièges pourvus pour deux ans dont 412 au scrutin uninominal majoritaire à un tour, 20 au scrutin uninominal majoritaire à deux tours et trois au vote à second tour instantané dans autant de circonscriptions. 
À ces 435 représentants s'ajoutent six délégués : un pour chacun des six territoires non incorporés. Ces derniers ne disposant pas du droit de vote, ils ne sont traditionnellement pas inclus dans le total. Tous sont élus pour deux ans au scrutin majoritaire à un tour, à l'exception de celui de Guam — élu en deux tours — et de celui de Porto Rico, seul membre de la Chambre élu pour quatre ans.
Les candidats à la Chambre des représentants doivent être âgés d'au moins vingt cinq ans, avoir la citoyenneté américaine depuis au moins sept ans et résider dans l'État où ils se présentent.

## Campagne

### Sondages
Jusqu'aux quelques jours précédant le vote, les sondages prévoient globalement une ample défaite de la majorité démocrate sortante, des experts évoquant même le scénario du tsunami rouge pour les républicains, l'enjeu semblant surtout d'évaluer « l'ampleur de la victoire républicaine » en la comparant avec celles qui avaient défait les présidents démocrates Bill Clinton en 1994 (54 sièges en moins) puis Barack Obama en 2010 (63 sièges de moins). Les républicains sont donnés gagnants plusieurs mois avant le vote. Dans les derniers jours avant le scrutin, ils voient un élargissement de leur avance théorique. D'après le site de projections FiveThirtyEight, les républicains avaient ainsi au 8 novembre, jour des élections, 82 % de chances de remporter la majorité à la Chambre de représentants.

### Financement
Les sociétés de capital-investissement dépensent 146,8 millions de dollars pour soutenir des candidats lors des élections de mi-mandat 2022. Il s'agit du montant le plus élevé que cette industrie ait dépensé pour des élections autres que présidentielles aux États-Unis.

### Votes anticipés ou par procuration
Selon une estimation publiée dans The Washington Post, les votes anticipés ou par procuration sont environ 42 millions en 2022, dépassant le niveau de 2018, déjà inégalé dans l'histoire pour une élection de mi-mandat. Lors des élections de la Chambre des représentants de 2018, environ 39 millions d'électeurs avaient choisi de voter par anticipation ou par procuration, dans les 37 États sur 50 qui autorisent ce mode de vote, selon le United States Elections Project, ce qui était déjà un record selon Michael P. McDonald, professeur associé de science politique à l'université de Floride. Lors de ces élections de mi-mandat de 2018, les démocrates avaient obtenu la majorité de ces votes, avec un écart de six points, qui serait devenu neuf points en 2022, selon l'analyse publiée par le journal, notamment du fait que ce type de vote est contesté dans l'électorat républicain depuis qu'il est fustigé par l'ancien président Donald Trump.

## Résultats

### Nationaux
|                          |                          |             |       |               |        |               |  |  |  |
| Parti                    | Parti                    | Voix        | %     | +/-           | Sièges | +/-           |  |  |  |
|                          | Parti républicain        | 54 227 992  | 50,01 | 2,78          | 222    | 9             |  |  |  |
|                          | Parti démocrate          | 51 280 463  | 47,29 | 2,97          | 213    | 9             |  |  |  |
|                          | Parti libertarien        | 724 264     | 0,67  | 0,05          | 0      | en stagnation |  |  |  |
|                          | Parti vert               | 69 802      | 0,06  | en stagnation | 0      | en stagnation |  |  |  |
|                          | Parti de la Constitution | 29 886      | 0,03  | 0,02          | 0      | en stagnation |  |  |  |
|                          | Autres partis            | 1 481 822   | 1,37  | –             | 0      | en stagnation |  |  |  |
|                          | Indépendants             | 515 322     | 0,47  | 0,19          | 0      | en stagnation |  |  |  |
|                          | Candidats par écrit      | 113 836     | 0,10  | en stagnation | 0      | en stagnation |  |  |  |
|                          |                          |             |       |               |        |               |  |  |  |
| Votes valides            | Votes valides            | 108 443 387 | 96,80 |               |        |               |  |  |  |
| Votes blancs et nuls     | Votes blancs et nuls     | 3 587 487   | 3,20  |               |        |               |  |  |  |
| Total                    | Total                    | 112 030 874 | 100   | –             | 435    | en stagnation |  |  |  |
| Abstentions              | Abstentions              | 130 659 936 | 53,84 |               |        |               |  |  |  |
| Inscrits / participation | Inscrits / participation | 242 690 810 | 46,16 |               |        |               |  |  |  |

### Par district
Un astérisque marque un siège vacant au moment de l'élection.
Les sortants ne se représentant pas sont en italique. Les représentants nouvellement élus sont en gras.
| État                 | District cong.  | Représentant sortant       | Parti      | Parti       | Représentant élu           | Parti          | Parti          |
| -------------------- | --------------- | -------------------------- | ---------- | ----------- | -------------------------- | -------------- | -------------- |
| Alabama              | 1er district    | Jerry Carl                 |            | Républicain | Jerry Carl                 |                | Républicain    |
| Alabama              | 2e district     | Barry Moore                |            | Républicain | Barry Moore                |                | Républicain    |
| Alabama              | 3e district     | Mike Rogers                |            | Républicain | Mike Rogers                |                | Républicain    |
| Alabama              | 4e district     | Robert Aderholt            |            | Républicain | Robert Aderholt            |                | Républicain    |
| Alabama              | 5e district     | Mo Brooks                  |            | Républicain | Dale Strong                |                | Républicain    |
| Alabama              | 6e district     | Gary Palmer                |            | Républicain | Gary Palmer                |                | Républicain    |
| Alabama              | 7e district     | Terri Sewell               |            | Démocrate   | Terri Sewell               |                | Démocrate      |
| Alaska               | District unique | Mary Peltola               |            | Démocrate   | Mary Peltola               |                | Démocrate      |
| Arizona              | 1er district    | Tom O'Halleran             |            | Démocrate   | David Schweikert           |                | Républicain    |
| Arizona              | 2e district     | Ann Kirkpatrick            |            | Démocrate   | Eli Crane                  |                | Républicain    |
| Arizona              | 3e district     | Raúl Grijalva              |            | Démocrate   | Ruben Gallego              |                | Démocrate      |
| Arizona              | 4e district     | Paul Gosar                 |            | Républicain | Greg Stanton               |                | Démocrate      |
| Arizona              | 5e district     | Andy Biggs                 |            | Républicain | Andy Biggs                 |                | Républicain    |
| Arizona              | 6e district     | David Schweikert           |            | Républicain | Juan Ciscomani             |                | Républicain    |
| Arizona              | 7e district     | Ruben Gallego              |            | Démocrate   | Raúl Grijalva              |                | Démocrate      |
| Arizona              | 8e district     | Debbie Lesko               |            | Républicain | Debbie Lesko               |                | Républicain    |
| Arizona              | 9e district     | Greg Stanton               |            | Démocrate   | Paul Gosar                 |                | Républicain    |
| Arkansas             | 1er district    | Rick Crawford              |            | Républicain | Rick Crawford              |                | Républicain    |
| Arkansas             | 2e district     | French Hill                |            | Républicain | French Hill                |                | Républicain    |
| Arkansas             | 3e district     | Steve Womack               |            | Républicain | Steve Womack               |                | Républicain    |
| Arkansas             | 4e district     | Bruce Westerman            |            | Républicain | Bruce Westerman            |                | Républicain    |
| Californie           | 1er district    | Doug LaMalfa               |            | Républicain | Doug LaMalfa               |                | Républicain    |
| Californie           | 2e district     | Jared Huffman              |            | Démocrate   | Jared Huffman              |                | Démocrate      |
| Californie           | 3e district     | John Garamendi             |            | Démocrate   | Kevin Kiley                |                | Républicain    |
| Californie           | 4e district     | Tom McClintock             |            | Républicain | Mike Thompson              |                | Démocrate      |
| Californie           | 5e district     | Mike Thompson              |            | Démocrate   | Tom McClintock             |                | Républicain    |
| Californie           | 6e district     | Doris Matsui               |            | Démocrate   | Ami Bera                   |                | Démocrate      |
| Californie           | 7e district     | Ami Bera                   |            | Démocrate   | Doris Matsui               |                | Démocrate      |
| Californie           | 8e district     | Jay Obernolte              |            | Républicain | John Garamendi             |                | Démocrate      |
| Californie           | 9e district     | Jerry McNerney             |            | Démocrate   | Josh Harder                |                | Démocrate      |
| Californie           | 10e district    | Josh Harder                |            | Démocrate   | Mark DeSaulnier            |                | Démocrate      |
| Californie           | 11e district    | Mark DeSaulnier            |            | Démocrate   | Nancy Pelosi               |                | Démocrate      |
| Californie           | 12e district    | Nancy Pelosi               |            | Démocrate   | Barbara Lee                |                | Démocrate      |
| Californie           | 13e district    | Barbara Lee                |            | Démocrate   | John Duarte                |                | Républicain    |
| Californie           | 14e district    | Jackie Speier              |            | Démocrate   | Eric Swalwell              |                | Démocrate      |
| Californie           | 15e district    | Eric Swalwell              |            | Démocrate   | Kevin Mullin               |                | Démocrate      |
| Californie           | 16e district    | Jim Costa                  |            | Démocrate   | Anna Eshoo                 |                | Démocrate      |
| Californie           | 17e district    | Ro Khanna                  |            | Démocrate   | Ro Khanna                  |                | Démocrate      |
| Californie           | 18e district    | Anna Eshoo                 |            | Démocrate   | Zoe Lofgren                |                | Démocrate      |
| Californie           | 19e district    | Zoe Lofgren                |            | Démocrate   | Jimmy Panetta              |                | Démocrate      |
| Californie           | 20e district    | Jimmy Panetta              |            | Démocrate   | Kevin McCarthy             |                | Républicain    |
| Californie           | 21e district    | David Valadao              |            | Républicain | Jim Costa                  |                | Démocrate      |
| Californie           | 22e district    | Connie Conway              |            | Républicain | David Valadao              |                | Républicain    |
| Californie           | 23e district    | Kevin McCarthy             |            | Républicain | Jay Obernolte              |                | Républicain    |
| Californie           | 24e district    | Salud Carbajal             |            | Démocrate   | Salud Carbajal             |                | Démocrate      |
| Californie           | 25e district    | Raul Ruiz                  |            | Démocrate   | Raul Ruiz                  |                | Démocrate      |
| Californie           | 26e district    | Julia Brownley             |            | Démocrate   | Julia Brownley             |                | Démocrate      |
| Californie           | 27e district    | Mike Garcia                |            | Républicain | Mike Garcia                |                | Républicain    |
| Californie           | 28e district    | Adam Schiff                |            | Démocrate   | Judy Chu                   |                | Démocrate      |
| Californie           | 29e district    | Tony Cárdenas              |            | Démocrate   | Tony Cárdenas              |                | Démocrate      |
| Californie           | 30e district    | Brad Sherman               |            | Démocrate   | Adam Schiff                |                | Démocrate      |
| Californie           | 31e district    | Pete Aguilar               |            | Démocrate   | Grace Napolitano           |                | Démocrate      |
| Californie           | 32e district    | Grace Napolitano           |            | Démocrate   | Brad Sherman               |                | Démocrate      |
| Californie           | 33e district    | Ted Lieu                   |            | Démocrate   | Pete Aguilar               |                | Démocrate      |
| Californie           | 34e district    | Jimmy Gomez                |            | Démocrate   | Jimmy Gomez                |                | Démocrate      |
| Californie           | 35e district    | Norma Torres               |            | Démocrate   | Norma Torres               |                | Démocrate      |
| Californie           | 36e district    | Raul Ruiz                  |            | Démocrate   | Ted Lieu                   |                | Démocrate      |
| Californie           | 37e district    | Karen Bass                 |            | Démocrate   | Sydney Kamlager            |                | Démocrate      |
| Californie           | 38e district    | Linda Sánchez              |            | Démocrate   | Linda Sánchez              |                | Démocrate      |
| Californie           | 39e district    | Young Kim                  |            | Républicain | Mark Takano                |                | Démocrate      |
| Californie           | 40e district    | Lucille Roybal-Allard      |            | Démocrate   | Young Kim                  |                | Républicain    |
| Californie           | 41e district    | Mark Takano                |            | Démocrate   | Ken Calvert                |                | Républicain    |
| Californie           | 42e district    | Ken Calvert                |            | Républicain | Robert Garcia              |                | Démocrate      |
| Californie           | 43e district    | Maxine Waters              |            | Démocrate   | Maxine Waters              |                | Démocrate      |
| Californie           | 44e district    | Nanette Barragán           |            | Démocrate   | Nanette Barragán           |                | Démocrate      |
| Californie           | 45e district    | Katie Porter               |            | Démocrate   | Michelle Steel             |                | Républicain    |
| Californie           | 46e district    | Lou Correa                 |            | Démocrate   | Lou Correa                 |                | Démocrate      |
| Californie           | 47e district    | Alan Lowenthal             |            | Démocrate   | Katie Porter               |                | Démocrate      |
| Californie           | 48e district    | Michelle Steel             |            | Républicain | Darrell Issa               |                | Républicain    |
| Californie           | 49e district    | Mike Levin                 |            | Démocrate   | Mike Levin                 |                | Démocrate      |
| Californie           | 50e district    | Darrell Issa               |            | Républicain | Scott Peters               |                | Démocrate      |
| Californie           | 51e district    | Juan Vargas                |            | Démocrate   | Sara Jacobs                |                | Démocrate      |
| Californie           | 52e district    | Scott Peters               |            | Démocrate   | Juan Vargas                |                | Démocrate      |
| Californie           | 53e district    | Sara Jacobs                |            | Démocrate   | siège supprimé             | siège supprimé | siège supprimé |
| Caroline du Nord     | 1er district    | G. K. Butterfield          |            | Démocrate   | Donald G. Davis            |                | Démocrate      |
| Caroline du Nord     | 2e district     | Deborah K. Ross            |            | Démocrate   | Deborah K. Ross            |                | Démocrate      |
| Caroline du Nord     | 3e district     | Greg Murphy                |            | Républicain | Greg Murphy                |                | Républicain    |
| Caroline du Nord     | 4e district     | David Price                |            | Démocrate   | Valerie Foushee            |                | Démocrate      |
| Caroline du Nord     | 5e district     | Virginia Foxx              |            | Républicain | Virginia Foxx              |                | Républicain    |
| Caroline du Nord     | 6e district     | Kathy Manning              |            | Démocrate   | Kathy Manning              |                | Démocrate      |
| Caroline du Nord     | 7e district     | David Rouzer               |            | Républicain | David Rouzer               |                | Républicain    |
| Caroline du Nord     | 8e district     | Richard Hudson             |            | Républicain | Dan Bishop                 |                | Républicain    |
| Caroline du Nord     | 9e district     | Dan Bishop                 |            | Républicain | Richard Hudson             |                | Républicain    |
| Caroline du Nord     | 10e district    | Patrick McHenry            |            | Républicain | Patrick McHenry            |                | Républicain    |
| Caroline du Nord     | 11e district    | Madison Cawthorn           |            | Républicain | Chuck Edwards              |                | Républicain    |
| Caroline du Nord     | 12e district    | Alma Adams                 |            | Démocrate   | Alma Adams                 |                | Démocrate      |
| Caroline du Nord     | 13e district    | Ted Budd                   |            | Républicain | Wiley Nickel               |                | Démocrate      |
| Caroline du Nord     | 14e district    | siège créé                 | siège créé | siège créé  | Jeff Jackson               |                | Démocrate      |
| Caroline du Sud      | 1er district    | Nancy Mace                 |            | Républicain | Nancy Mace                 |                | Républicain    |
| Caroline du Sud      | 2e district     | Joe Wilson                 |            | Républicain | Joe Wilson                 |                | Républicain    |
| Caroline du Sud      | 3e district     | Jeff Duncan                |            | Républicain | Jeff Duncan                |                | Républicain    |
| Caroline du Sud      | 4e district     | William Timmons            |            | Républicain | William Timmons            |                | Républicain    |
| Caroline du Sud      | 5e district     | Ralph Norman               |            | Républicain | Ralph Norman               |                | Républicain    |
| Caroline du Sud      | 6e district     | Jim Clyburn                |            | Démocrate   | Jim Clyburn                |                | Démocrate      |
| Caroline du Sud      | 7e district     | Tom Rice                   |            | Républicain | Russell Fry                |                | Républicain    |
| Colorado             | 1er district    | Diana DeGette              |            | Démocrate   | Diana DeGette              |                | Démocrate      |
| Colorado             | 2e district     | Joe Neguse                 |            | Démocrate   | Joe Neguse                 |                | Démocrate      |
| Colorado             | 3e district     | Lauren Boebert             |            | Républicain | Lauren Boebert             |                | Républicain    |
| Colorado             | 4e district     | Ken Buck                   |            | Républicain | Ken Buck                   |                | Républicain    |
| Colorado             | 5e district     | Doug Lamborn               |            | Républicain | Doug Lamborn               |                | Républicain    |
| Colorado             | 6e district     | Jason Crow                 |            | Démocrate   | Jason Crow                 |                | Démocrate      |
| Colorado             | 7e district     | Ed Perlmutter              |            | Démocrate   | Brittany Pettersen         |                | Démocrate      |
| Colorado             | 8e district     | siège créé                 | siège créé | siège créé  | Yadira Caraveo             |                | Démocrate      |
| Connecticut          | 1er district    | John Larson                |            | Démocrate   | John Larson                |                | Démocrate      |
| Connecticut          | 2e district     | Joe Courtney               |            | Démocrate   | Joe Courtney               |                | Démocrate      |
| Connecticut          | 3e district     | Rosa DeLauro               |            | Démocrate   | Rosa DeLauro               |                | Démocrate      |
| Connecticut          | 4e district     | Jim Himes                  |            | Démocrate   | Jim Himes                  |                | Démocrate      |
| Connecticut          | 5e district     | Jahana Hayes               |            | Démocrate   | Jahana Hayes               |                | Démocrate      |
| Dakota du Nord       | District unique | Kelly Armstrong            |            | Républicain | Kelly Armstrong            |                | Républicain    |
| Dakota du Sud        | District unique | Dusty Johnson              |            | Républicain | Dusty Johnson              |                | Républicain    |
| Delaware             | District unique | Lisa Blunt Rochester       |            | Démocrate   | Lisa Blunt Rochester       |                | Démocrate      |
| Floride              | 1er district    | Matt Gaetz                 |            | Républicain | Matt Gaetz                 |                | Républicain    |
| Floride              | 2e district     | Neal Dunn                  |            | Républicain | Neal Dunn                  |                | Républicain    |
| Floride              | 3e district     | Kat Cammack                |            | Républicain | Kat Cammack                |                | Républicain    |
| Floride              | 4e district     | John Rutherford            |            | Républicain | Aaron Bean                 |                | Républicain    |
| Floride              | 5e district     | Al Lawson                  |            | Démocrate   | John Rutherford            |                | Républicain    |
| Floride              | 6e district     | Michael Waltz              |            | Républicain | Michael Waltz              |                | Républicain    |
| Floride              | 7e district     | Stephanie Murphy           |            | Démocrate   | Cory Mills                 |                | Républicain    |
| Floride              | 8e district     | Bill Posey                 |            | Républicain | Bill Posey                 |                | Républicain    |
| Floride              | 9e district     | Darren Soto                |            | Démocrate   | Darren Soto                |                | Démocrate      |
| Floride              | 10e district    | Val Demings                |            | Démocrate   | Maxwell Frost              |                | Démocrate      |
| Floride              | 11e district    | Dan Webster                |            | Républicain | Dan Webster                |                | Républicain    |
| Floride              | 12e district    | Gus Bilirakis              |            | Républicain | Gus Bilirakis              |                | Républicain    |
| Floride              | 13e district    | Charlie Crist *            |            | Démocrate   | Anna Paulina Luna          |                | Républicain    |
| Floride              | 14e district    | Kathy Castor               |            | Démocrate   | Kathy Castor               |                | Démocrate      |
| Floride              | 15e district    | Scott Franklin             |            | Républicain | Laurel Lee                 |                | Républicain    |
| Floride              | 16e district    | Vern Buchanan              |            | Républicain | Vern Buchanan              |                | Républicain    |
| Floride              | 17e district    | Greg Steube                |            | Républicain | Greg Steube                |                | Républicain    |
| Floride              | 18e district    | Brian Mast                 |            | Républicain | Scott Franklin             |                | Républicain    |
| Floride              | 19e district    | Byron Donalds              |            | Républicain | Byron Donalds              |                | Républicain    |
| Floride              | 20e district    | Sheila Cherfilus-McCormick |            | Démocrate   | Sheila Cherfilus-McCormick |                | Démocrate      |
| Floride              | 21e district    | Lois Frankel               |            | Démocrate   | Brian Mast                 |                | Républicain    |
| Floride              | 22e district    | Ted Deutch *               |            | Démocrate   | Lois Frankel               |                | Démocrate      |
| Floride              | 23e district    | Debbie Wasserman Schultz   |            | Démocrate   | Jared Moskowitz            |                | Démocrate      |
| Floride              | 24e district    | Frederica Wilson           |            | Démocrate   | Frederica Wilson           |                | Démocrate      |
| Floride              | 25e district    | Mario Díaz-Balart          |            | Républicain | Debbie Wasserman Schultz   |                | Démocrate      |
| Floride              | 26e district    | Carlos Giménez             |            | Républicain | Mario Díaz-Balart          |                | Républicain    |
| Floride              | 27e district    | Maria Elvira Salazar       |            | Républicain | Maria Elvira Salazar       |                | Républicain    |
| Floride              | 28e district    | siège créé                 | siège créé | siège créé  | Carlos Giménez             |                | Républicain    |
| Géorgie              | 1er district    | Buddy Carter               |            | Républicain | Buddy Carter               |                | Républicain    |
| Géorgie              | 2e district     | Sanford Bishop             |            | Démocrate   | Sanford Bishop             |                | Démocrate      |
| Géorgie              | 3e district     | Drew Ferguson              |            | Républicain | Drew Ferguson              |                | Républicain    |
| Géorgie              | 4e district     | Hank Johnson               |            | Démocrate   | Hank Johnson               |                | Démocrate      |
| Géorgie              | 5e district     | Nikema Williams            |            | Démocrate   | Nikema Williams            |                | Démocrate      |
| Géorgie              | 6e district     | Lucy McBath                |            | Démocrate   | Rich McCormick             |                | Républicain    |
| Géorgie              | 7e district     | Carolyn Bourdeaux          |            | Démocrate   | Lucy McBath                |                | Démocrate      |
| Géorgie              | 8e district     | Austin Scott               |            | Républicain | Austin Scott               |                | Républicain    |
| Géorgie              | 9e district     | Andrew Clyde               |            | Républicain | Andrew Clyde               |                | Républicain    |
| Géorgie              | 10e district    | Jody Hice                  |            | Républicain | Mike Collins               |                | Républicain    |
| Géorgie              | 11e district    | Barry Loudermilk           |            | Républicain | Barry Loudermilk           |                | Républicain    |
| Géorgie              | 12e district    | Rick Allen                 |            | Républicain | Rick Allen                 |                | Républicain    |
| Géorgie              | 13e district    | David Scott                |            | Démocrate   | David Scott                |                | Démocrate      |
| Géorgie              | 14e district    | Marjorie Taylor Greene     |            | Républicain | Marjorie Taylor Greene     |                | Républicain    |
| Hawaï                | 1er district    | Ed Case                    |            | Démocrate   | Ed Case                    |                | Démocrate      |
| Hawaï                | 2e district     | Kaiali'i Kahele            |            | Démocrate   | Jill Tokuda                |                | Démocrate      |
| Idaho                | 1er district    | Russ Fulcher               |            | Républicain | Russ Fulcher               |                | Républicain    |
| Idaho                | 2e district     | Mike Simpson               |            | Républicain | Mike Simpson               |                | Républicain    |
| Illinois             | 1er district    | Bobby Rush                 |            | Démocrate   | Jonathan Jackson           |                | Démocrate      |
| Illinois             | 2e district     | Robin Kelly                |            | Démocrate   | Robin Kelly                |                | Démocrate      |
| Illinois             | 3e district     | Marie Newman               |            | Démocrate   | Delia Ramirez              |                | Démocrate      |
| Illinois             | 4e district     | Chuy García                |            | Démocrate   | Chuy García                |                | Démocrate      |
| Illinois             | 5e district     | Michael Quigley            |            | Démocrate   | Michael Quigley            |                | Démocrate      |
| Illinois             | 6e district     | Sean Casten                |            | Démocrate   | Sean Casten                |                | Démocrate      |
| Illinois             | 7e district     | Danny Davis                |            | Démocrate   | Danny Davis                |                | Démocrate      |
| Illinois             | 8e district     | Raja Krishnamoorthi        |            | Démocrate   | Raja Krishnamoorthi        |                | Démocrate      |
| Illinois             | 9e district     | Jan Schakowsky             |            | Démocrate   | Jan Schakowsky             |                | Démocrate      |
| Illinois             | 10e district    | Brad Schneider             |            | Démocrate   | Brad Schneider             |                | Démocrate      |
| Illinois             | 11e district    | Bill Foster                |            | Démocrate   | Bill Foster                |                | Démocrate      |
| Illinois             | 12e district    | Mike Bost                  |            | Républicain | Mike Bost                  |                | Républicain    |
| Illinois             | 13e district    | Rodney Davis               |            | Républicain | Nikki Budzinski            |                | Démocrate      |
| Illinois             | 14e district    | Lauren Underwood           |            | Démocrate   | Lauren Underwood           |                | Démocrate      |
| Illinois             | 15e district    | Mary Miller                |            | Républicain | Mary Miller                |                | Républicain    |
| Illinois             | 16e district    | Adam Kinzinger             |            | Républicain | Darin LaHood               |                | Républicain    |
| Illinois             | 17e district    | Cheri Bustos               |            | Démocrate   | Eric Sorensen              |                | Démocrate      |
| Illinois             | 18e district    | Darin LaHood               |            | Républicain | siège supprimé             | siège supprimé | siège supprimé |
| Indiana              | 1er district    | Frank Mrvan                |            | Démocrate   | Frank Mrvan                |                | Démocrate      |
| Indiana              | 2e district     | Jackie Walorski *          |            | Républicain | Rudy Yakym                 |                | Républicain    |
| Indiana              | 3e district     | Jim Banks                  |            | Républicain | Jim Banks                  |                | Républicain    |
| Indiana              | 4e district     | Jim Baird                  |            | Républicain | Jim Baird                  |                | Républicain    |
| Indiana              | 5e district     | Victoria Spartz            |            | Républicain | Victoria Spartz            |                | Républicain    |
| Indiana              | 6e district     | Greg Pence                 |            | Républicain | Greg Pence                 |                | Républicain    |
| Indiana              | 7e district     | André Carson               |            | Démocrate   | André Carson               |                | Démocrate      |
| Indiana              | 8e district     | Larry Bucshon              |            | Républicain | Larry Bucshon              |                | Républicain    |
| Indiana              | 9e district     | Trey Hollingsworth         |            | Républicain | Erin Houchin               |                | Républicain    |
| Iowa                 | 1er district    | Ashley Hinson              |            | Républicain | Mariannette Miller-Meeks   |                | Républicain    |
| Iowa                 | 2e district     | Mariannette Miller-Meeks   |            | Républicain | Ashley Hinson              |                | Républicain    |
| Iowa                 | 3e district     | Cindy Axne                 |            | Démocrate   | Zach Nunn                  |                | Républicain    |
| Iowa                 | 4e district     | Randy Feenstra             |            | Républicain | Randy Feenstra             |                | Républicain    |
| Kansas               | 1er district    | Tracey Mann                |            | Républicain | Tracey Mann                |                | Républicain    |
| Kansas               | 2e district     | Jake LaTurner              |            | Républicain | Jake LaTurner              |                | Républicain    |
| Kansas               | 3e district     | Sharice Davids             |            | Démocrate   | Sharice Davids             |                | Démocrate      |
| Kansas               | 4e district     | Ron Estes                  |            | Républicain | Ron Estes                  |                | Républicain    |
| Kentucky             | 1er district    | James Comer                |            | Républicain | James Comer                |                | Républicain    |
| Kentucky             | 2e district     | Brett Guthrie              |            | Républicain | Brett Guthrie              |                | Républicain    |
| Kentucky             | 3e district     | John Yarmuth               |            | Démocrate   | Morgan McGarvey            |                | Démocrate      |
| Kentucky             | 4e district     | Thomas Massie              |            | Républicain | Thomas Massie              |                | Républicain    |
| Kentucky             | 5e district     | Hal Rogers                 |            | Républicain | Hal Rogers                 |                | Républicain    |
| Kentucky             | 6e district     | Andy Barr                  |            | Républicain | Andy Barr                  |                | Républicain    |
| Louisiane            | 1er district    | Steve Scalise              |            | Républicain | Steve Scalise              |                | Républicain    |
| Louisiane            | 2e district     | Troy Carter                |            | Démocrate   | Troy Carter                |                | Démocrate      |
| Louisiane            | 3e district     | Clay Higgins               |            | Républicain | Clay Higgins               |                | Républicain    |
| Louisiane            | 4e district     | Mike Johnson               |            | Républicain | Mike Johnson               |                | Républicain    |
| Louisiane            | 5e district     | Julia Letlow               |            | Républicain | Julia Letlow               |                | Républicain    |
| Louisiane            | 6e district     | Garret Graves              |            | Républicain | Garret Graves              |                | Républicain    |
| Maine                | 1er district    | Chellie Pingree            |            | Démocrate   | Chellie Pingree            |                | Démocrate      |
| Maine                | 2e district     | Jared Golden               |            | Démocrate   | Jared Golden               |                | Démocrate      |
| Maryland             | 1er district    | Andrew Harris              |            | Républicain | Andrew Harris              |                | Républicain    |
| Maryland             | 2e district     | Dutch Ruppersberger        |            | Démocrate   | Dutch Ruppersberger        |                | Démocrate      |
| Maryland             | 3e district     | John Sarbanes              |            | Démocrate   | John Sarbanes              |                | Démocrate      |
| Maryland             | 4e district     | Anthony G. Brown           |            | Démocrate   | Glenn Ivey                 |                | Démocrate      |
| Maryland             | 5e district     | Steny Hoyer                |            | Démocrate   | Steny Hoyer                |                | Démocrate      |
| Maryland             | 6e district     | David Trone                |            | Démocrate   | David Trone                |                | Démocrate      |
| Maryland             | 7e district     | Kweisi Mfume               |            | Démocrate   | Kweisi Mfume               |                | Démocrate      |
| Maryland             | 8e district     | Jamie Raskin               |            | Démocrate   | Jamie Raskin               |                | Démocrate      |
| Massachusetts        | 1er district    | Richard Neal               |            | Démocrate   | Richard Neal               |                | Démocrate      |
| Massachusetts        | 2e district     | Jim McGovern               |            | Démocrate   | Jim McGovern               |                | Démocrate      |
| Massachusetts        | 3e district     | Lori Trahan                |            | Démocrate   | Lori Trahan                |                | Démocrate      |
| Massachusetts        | 4e district     | Jake Auchincloss           |            | Démocrate   | Jake Auchincloss           |                | Démocrate      |
| Massachusetts        | 5e district     | Katherine Clark            |            | Démocrate   | Katherine Clark            |                | Démocrate      |
| Massachusetts        | 6e district     | Seth Moulton               |            | Démocrate   | Seth Moulton               |                | Démocrate      |
| Massachusetts        | 7e district     | Ayanna Pressley            |            | Démocrate   | Ayanna Pressley            |                | Démocrate      |
| Massachusetts        | 8e district     | Stephen Lynch              |            | Démocrate   | Stephen Lynch              |                | Démocrate      |
| Massachusetts        | 9e district     | Bill Keating               |            | Démocrate   | Bill Keating               |                | Démocrate      |
| Michigan             | 1er district    | Jack Bergman               |            | Républicain | Jack Bergman               |                | Républicain    |
| Michigan             | 2e district     | Bill Huizenga              |            | Républicain | John Moolenaar             |                | Républicain    |
| Michigan             | 3e district     | Peter Meijer               |            | Républicain | Hillary Scholten           |                | Démocrate      |
| Michigan             | 4e district     | John Moolenaar             |            | Républicain | Bill Huizenga              |                | Républicain    |
| Michigan             | 5e district     | Dan Kildee                 |            | Démocrate   | Tim Walberg                |                | Républicain    |
| Michigan             | 6e district     | Fred Upton                 |            | Républicain | Debbie Dingell             |                | Démocrate      |
| Michigan             | 7e district     | Tim Walberg                |            | Républicain | Elissa Slotkin             |                | Démocrate      |
| Michigan             | 8e district     | Elissa Slotkin             |            | Démocrate   | Dan Kildee                 |                | Démocrate      |
| Michigan             | 9e district     | Andy Levin                 |            | Démocrate   | Lisa McClain               |                | Républicain    |
| Michigan             | 10e district    | Lisa McClain               |            | Républicain | John James                 |                | Républicain    |
| Michigan             | 11e district    | Haley Stevens              |            | Démocrate   | Haley Stevens              |                | Démocrate      |
| Michigan             | 12e district    | Debbie Dingell             |            | Démocrate   | Rashida Tlaib              |                | Démocrate      |
| Michigan             | 13e district    | Rashida Tlaib              |            | Démocrate   | Shri Thanedar              |                | Démocrate      |
| Michigan             | 14e district    | Brenda Lawrence            |            | Démocrate   | siège supprimé             | siège supprimé | siège supprimé |
| Minnesota            | 1er district    | Brad Finstad               |            | Républicain | Brad Finstad               |                | Républicain    |
| Minnesota            | 2e district     | Angie Craig                |            | Démocrate   | Angie Craig                |                | Démocrate      |
| Minnesota            | 3e district     | Dean Phillips              |            | Démocrate   | Dean Phillips              |                | Démocrate      |
| Minnesota            | 4e district     | Betty McCollum             |            | Démocrate   | Betty McCollum             |                | Démocrate      |
| Minnesota            | 5e district     | Ilhan Omar                 |            | Démocrate   | Ilhan Omar                 |                | Démocrate      |
| Minnesota            | 6e district     | Tom Emmer                  |            | Républicain | Tom Emmer                  |                | Républicain    |
| Minnesota            | 7e district     | Michelle Fischbach         |            | Républicain | Michelle Fischbach         |                | Républicain    |
| Minnesota            | 8e district     | Pete Stauber               |            | Républicain | Pete Stauber               |                | Républicain    |
| Mississippi          | 1er district    | Trent Kelly                |            | Républicain | Trent Kelly                |                | Républicain    |
| Mississippi          | 2e district     | Bennie Thompson            |            | Démocrate   | Bennie Thompson            |                | Démocrate      |
| Mississippi          | 3e district     | Michael Guest              |            | Républicain | Michael Guest              |                | Républicain    |
| Mississippi          | 4e district     | Steven Palazzo             |            | Républicain | Mike Ezell                 |                | Républicain    |
| Missouri             | 1er district    | Cori Bush                  |            | Démocrate   | Cori Bush                  |                | Démocrate      |
| Missouri             | 2e district     | Ann Wagner                 |            | Républicain | Ann Wagner                 |                | Républicain    |
| Missouri             | 3e district     | Blaine Luetkemeyer         |            | Républicain | Blaine Luetkemeyer         |                | Républicain    |
| Missouri             | 4e district     | Vicky Hartzler             |            | Républicain | Mark Alford                |                | Républicain    |
| Missouri             | 5e district     | Emanuel Cleaver            |            | Démocrate   | Emanuel Cleaver            |                | Démocrate      |
| Missouri             | 6e district     | Sam Graves                 |            | Républicain | Sam Graves                 |                | Républicain    |
| Missouri             | 7e district     | Billy Long                 |            | Républicain | Eric Burlison              |                | Républicain    |
| Missouri             | 8e district     | Jason Smith                |            | Républicain | Jason Smith                |                | Républicain    |
| Montana              | District unique | Matt Rosendale             |            | Républicain | siège supprimé             | siège supprimé | siège supprimé |
| Montana              | 1er district    | siège créé                 | siège créé | siège créé  | Ryan Zinke                 |                | Républicain    |
| Montana              | 2e district     | siège créé                 | siège créé | siège créé  | Matt Rosendale             |                | Républicain    |
| Nebraska             | 1er district    | Mike Flood                 |            | Républicain | Mike Flood                 |                | Républicain    |
| Nebraska             | 2e district     | Don Bacon                  |            | Républicain | Don Bacon                  |                | Républicain    |
| Nebraska             | 3e district     | Adrian Smith               |            | Républicain | Adrian Smith               |                | Républicain    |
| Nevada               | 1er district    | Dina Titus                 |            | Démocrate   | Dina Titus                 |                | Démocrate      |
| Nevada               | 2e district     | Mark Amodei                |            | Républicain | Mark Amodei                |                | Républicain    |
| Nevada               | 3e district     | Susie Lee                  |            | Démocrate   | Susie Lee                  |                | Démocrate      |
| Nevada               | 4e district     | Steven Horsford            |            | Démocrate   | Steven Horsford            |                | Démocrate      |
| New Hampshire        | 1er district    | Chris Pappas               |            | Démocrate   | Chris Pappas               |                | Démocrate      |
| New Hampshire        | 2e district     | Ann McLane Kuster          |            | Démocrate   | Ann McLane Kuster          |                | Démocrate      |
| New Jersey           | 1er district    | Donald Norcross            |            | Démocrate   | Donald Norcross            |                | Démocrate      |
| New Jersey           | 2e district     | Jeff Van Drew              |            | Républicain | Jeff Van Drew              |                | Républicain    |
| New Jersey           | 3e district     | Andy Kim                   |            | Démocrate   | Andy Kim                   |                | Démocrate      |
| New Jersey           | 4e district     | Chris Smith                |            | Républicain | Chris Smith                |                | Républicain    |
| New Jersey           | 5e district     | Josh Gottheimer            |            | Démocrate   | Josh Gottheimer            |                | Démocrate      |
| New Jersey           | 6e district     | Frank Pallone              |            | Démocrate   | Frank Pallone              |                | Démocrate      |
| New Jersey           | 7e district     | Tom Malinowski             |            | Démocrate   | Thomas Kean Jr.            |                | Républicain    |
| New Jersey           | 8e district     | Albio Sires                |            | Démocrate   | Rob Menendez               |                | Démocrate      |
| New Jersey           | 9e district     | Bill Pascrell              |            | Démocrate   | Bill Pascrell              |                | Démocrate      |
| New Jersey           | 10e district    | Donald Payne Jr.           |            | Démocrate   | Donald Payne Jr.           |                | Démocrate      |
| New Jersey           | 11e district    | Mikie Sherrill             |            | Démocrate   | Mikie Sherrill             |                | Démocrate      |
| New Jersey           | 12e district    | Bonnie Watson Coleman      |            | Démocrate   | Bonnie Watson Coleman      |                | Démocrate      |
| New York             | 1er district    | Lee Zeldin                 |            | Républicain | Nick LaLota                |                | Républicain    |
| New York             | 2e district     | Andrew Garbarino           |            | Républicain | Andrew Garbarino           |                | Républicain    |
| New York             | 3e district     | Tom Suozzi                 |            | Démocrate   | George Santos              |                | Républicain    |
| New York             | 4e district     | Kathleen Rice              |            | Démocrate   | Anthony D'Esposito         |                | Républicain    |
| New York             | 5e district     | Gregory Meeks              |            | Démocrate   | Gregory Meeks              |                | Démocrate      |
| New York             | 6e district     | Grace Meng                 |            | Démocrate   | Grace Meng                 |                | Démocrate      |
| New York             | 7e district     | Nydia Velázquez            |            | Démocrate   | Nydia Velázquez            |                | Démocrate      |
| New York             | 8e district     | Hakeem Jeffries            |            | Démocrate   | Hakeem Jeffries            |                | Démocrate      |
| New York             | 9e district     | Yvette Clarke              |            | Démocrate   | Yvette Clarke              |                | Démocrate      |
| New York             | 10e district    | Jerrold Nadler             |            | Démocrate   | Dan Goldman                |                | Démocrate      |
| New York             | 11e district    | Nicole Malliotakis         |            | Républicain | Nicole Malliotakis         |                | Républicain    |
| New York             | 12e district    | Carolyn Maloney            |            | Démocrate   | Jerrold Nadler             |                | Démocrate      |
| New York             | 13e district    | Adriano Espaillat          |            | Démocrate   | Adriano Espaillat          |                | Démocrate      |
| New York             | 14e district    | Alexandria Ocasio-Cortez   |            | Démocrate   | Alexandria Ocasio-Cortez   |                | Démocrate      |
| New York             | 15e district    | Ritchie Torres             |            | Démocrate   | Ritchie Torres             |                | Démocrate      |
| New York             | 16e district    | Jamaal Bowman              |            | Démocrate   | Jamaal Bowman              |                | Démocrate      |
| New York             | 17e district    | Mondaire Jones             |            | Démocrate   | Mike Lawler                |                | Républicain    |
| New York             | 18e district    | Sean Patrick Maloney       |            | Démocrate   | Pat Ryan                   |                | Démocrate      |
| New York             | 19e district    | Pat Ryan                   |            | Démocrate   | Marc Molinaro              |                | Républicain    |
| New York             | 20e district    | Paul Tonko                 |            | Démocrate   | Paul Tonko                 |                | Démocrate      |
| New York             | 21e district    | Elise Stefanik             |            | Républicain | Elise Stefanik             |                | Républicain    |
| New York             | 22e district    | Claudia Tenney             |            | Républicain | Brandon Williams           |                | Républicain    |
| New York             | 23e district    | Joe Sempolinski            |            | Républicain | Nick Langworthy            |                | Républicain    |
| New York             | 24e district    | John Katko                 |            | Républicain | Claudia Tenney             |                | Républicain    |
| New York             | 25e district    | Joseph Morelle             |            | Démocrate   | Joseph Morelle             |                | Démocrate      |
| New York             | 26e district    | Brian Higgins              |            | Démocrate   | Brian Higgins              |                | Démocrate      |
| New York             | 27e district    | Chris Jacobs               |            | Républicain | siège supprimé             | siège supprimé | siège supprimé |
| Nouveau-Mexique      | 1er district    | Melanie Stansbury          |            | Démocrate   | Melanie Stansbury          |                | Démocrate      |
| Nouveau-Mexique      | 2e district     | Yvette Herrell             |            | Républicain | Gabe Vasquez               |                | Démocrate      |
| Nouveau-Mexique      | 3e district     | Teresa Leger Fernandez     |            | Démocrate   | Teresa Leger Fernandez     |                | Démocrate      |
| Ohio                 | 1er district    | Steve Chabot               |            | Républicain | Greg Landsman              |                | Démocrate      |
| Ohio                 | 2e district     | Brad Wenstrup              |            | Républicain | Brad Wenstrup              |                | Républicain    |
| Ohio                 | 3e district     | Joyce Beatty               |            | Démocrate   | Joyce Beatty               |                | Démocrate      |
| Ohio                 | 4e district     | Jim Jordan                 |            | Républicain | Jim Jordan                 |                | Républicain    |
| Ohio                 | 5e district     | Bob Latta                  |            | Républicain | Bob Latta                  |                | Républicain    |
| Ohio                 | 6e district     | Bill Johnson               |            | Républicain | Bill Johnson               |                | Républicain    |
| Ohio                 | 7e district     | Bob Gibbs                  |            | Républicain | Max Miller                 |                | Républicain    |
| Ohio                 | 8e district     | Warren Davidson            |            | Républicain | Warren Davidson            |                | Républicain    |
| Ohio                 | 9e district     | Marcy Kaptur               |            | Démocrate   | Marcy Kaptur               |                | Démocrate      |
| Ohio                 | 10e district    | Mike Turner                |            | Républicain | Mike Turner                |                | Républicain    |
| Ohio                 | 11e district    | Shontel Brown              |            | Démocrate   | Shontel Brown              |                | Démocrate      |
| Ohio                 | 12e district    | Troy Balderson             |            | Républicain | Troy Balderson             |                | Républicain    |
| Ohio                 | 13e district    | Tim Ryan                   |            | Démocrate   | Emilia Sykes               |                | Démocrate      |
| Ohio                 | 14e district    | David Joyce                |            | Républicain | David Joyce                |                | Républicain    |
| Ohio                 | 15e district    | Mike Carey                 |            | Républicain | Mike Carey                 |                | Républicain    |
| Ohio                 | 16e district    | Anthony Gonzalez           |            | Républicain | siège supprimé             | siège supprimé | siège supprimé |
| Oklahoma             | 1er district    | Kevin Hern                 |            | Républicain | Kevin Hern                 |                | Républicain    |
| Oklahoma             | 2e district     | Markwayne Mullin           |            | Républicain | Josh Brecheen              |                | Républicain    |
| Oklahoma             | 3e district     | Frank Lucas                |            | Républicain | Frank Lucas                |                | Républicain    |
| Oklahoma             | 4e district     | Tom Cole                   |            | Républicain | Tom Cole                   |                | Républicain    |
| Oklahoma             | 5e district     | Stephanie Bice             |            | Républicain | Stephanie Bice             |                | Républicain    |
| Oregon               | 1er district    | Suzanne Bonamici           |            | Démocrate   | Suzanne Bonamici           |                | Démocrate      |
| Oregon               | 2e district     | Cliff Bentz                |            | Républicain | Cliff Bentz                |                | Républicain    |
| Oregon               | 3e district     | Earl Blumenauer            |            | Démocrate   | Earl Blumenauer            |                | Démocrate      |
| Oregon               | 4e district     | Peter DeFazio              |            | Démocrate   | Val Hoyle                  |                | Démocrate      |
| Oregon               | 5e district     | Kurt Schrader              |            | Démocrate   | Lori Chavez-DeRemer        |                | Républicain    |
| Oregon               | 6e district     | siège créé                 | siège créé | siège créé  | Andrea Salinas             |                | Démocrate      |
| Pennsylvanie         | 1er district    | Brian Fitzpatrick          |            | Républicain | Brian Fitzpatrick          |                | Républicain    |
| Pennsylvanie         | 2e district     | Brendan Boyle              |            | Démocrate   | Brendan Boyle              |                | Démocrate      |
| Pennsylvanie         | 3e district     | Dwight Evans               |            | Démocrate   | Dwight Evans               |                | Démocrate      |
| Pennsylvanie         | 4e district     | Madeleine Dean             |            | Démocrate   | Madeleine Dean             |                | Démocrate      |
| Pennsylvanie         | 5e district     | Mary Scanlon               |            | Démocrate   | Mary Scanlon               |                | Démocrate      |
| Pennsylvanie         | 6e district     | Chrissy Houlahan           |            | Démocrate   | Chrissy Houlahan           |                | Démocrate      |
| Pennsylvanie         | 7e district     | Susan Wild                 |            | Démocrate   | Susan Wild                 |                | Démocrate      |
| Pennsylvanie         | 8e district     | Matt Cartwright            |            | Démocrate   | Matt Cartwright            |                | Démocrate      |
| Pennsylvanie         | 9e district     | Dan Meuser                 |            | Républicain | Dan Meuser                 |                | Républicain    |
| Pennsylvanie         | 10e district    | Scott Perry                |            | Républicain | Scott Perry                |                | Républicain    |
| Pennsylvanie         | 11e district    | Lloyd Smucker              |            | Républicain | Lloyd Smucker              |                | Républicain    |
| Pennsylvanie         | 12e district    | Fred Keller                |            | Républicain | Summer Lee                 |                | Démocrate      |
| Pennsylvanie         | 13e district    | John Joyce                 |            | Républicain | John Joyce                 |                | Républicain    |
| Pennsylvanie         | 14e district    | Guy Reschenthaler          |            | Républicain | Guy Reschenthaler          |                | Républicain    |
| Pennsylvanie         | 15e district    | Glenn Thompson             |            | Républicain | Glenn Thompson             |                | Républicain    |
| Pennsylvanie         | 16e district    | Mike Kelly                 |            | Républicain | Mike Kelly                 |                | Républicain    |
| Pennsylvanie         | 17e district    | Conor Lamb                 |            | Démocrate   | Chris Deluzio              |                | Démocrate      |
| Pennsylvanie         | 18e district    | Mike Doyle                 |            | Démocrate   | siège supprimé             | siège supprimé | siège supprimé |
| Rhode Island         | 1er district    | David Cicilline            |            | Démocrate   | David Cicilline            |                | Démocrate      |
| Rhode Island         | 2e district     | James Langevin             |            | Démocrate   | Seth Magaziner             |                | Démocrate      |
| Tennessee            | 1er district    | Diana Harshbarger          |            | Républicain | Diana Harshbarger          |                | Républicain    |
| Tennessee            | 2e district     | Tim Burchett               |            | Républicain | Tim Burchett               |                | Républicain    |
| Tennessee            | 3e district     | Chuck Fleischmann          |            | Républicain | Chuck Fleischmann          |                | Républicain    |
| Tennessee            | 4e district     | Scott DesJarlais           |            | Républicain | Scott DesJarlais           |                | Républicain    |
| Tennessee            | 5e district     | Jim Cooper                 |            | Démocrate   | Andy Ogles                 |                | Républicain    |
| Tennessee            | 6e district     | John Rose                  |            | Républicain | John Rose                  |                | Républicain    |
| Tennessee            | 7e district     | Mark Green                 |            | Républicain | Mark Green                 |                | Républicain    |
| Tennessee            | 8e district     | David Kustoff              |            | Républicain | David Kustoff              |                | Républicain    |
| Tennessee            | 9e district     | Steve Cohen                |            | Démocrate   | Steve Cohen                |                | Démocrate      |
| Texas                | 1er district    | Louie Gohmert              |            | Républicain | Nathaniel Moran            |                | Républicain    |
| Texas                | 2e district     | Dan Crenshaw               |            | Républicain | Dan Crenshaw               |                | Républicain    |
| Texas                | 3e district     | Van Taylor                 |            | Républicain | Keith Self                 |                | Républicain    |
| Texas                | 4e district     | Pat Fallon                 |            | Républicain | Pat Fallon                 |                | Républicain    |
| Texas                | 5e district     | Lance Gooden               |            | Républicain | Lance Gooden               |                | Républicain    |
| Texas                | 6e district     | Jake Ellzey                |            | Républicain | Jake Ellzey                |                | Républicain    |
| Texas                | 7e district     | Lizzie Fletcher            |            | Démocrate   | Lizzie Fletcher            |                | Démocrate      |
| Texas                | 8e district     | Kevin Brady                |            | Républicain | Morgan Luttrell            |                | Républicain    |
| Texas                | 9e district     | Al Green                   |            | Démocrate   | Al Green                   |                | Démocrate      |
| Texas                | 10e district    | Michael McCaul             |            | Républicain | Michael McCaul             |                | Républicain    |
| Texas                | 11e district    | August Pfluger             |            | Républicain | August Pfluger             |                | Républicain    |
| Texas                | 12e district    | Kay Granger                |            | Républicain | Kay Granger                |                | Républicain    |
| Texas                | 13e district    | Ronny Jackson              |            | Républicain | Ronny Jackson              |                | Républicain    |
| Texas                | 14e district    | Randy Weber                |            | Républicain | Randy Weber                |                | Républicain    |
| Texas                | 15e district    | Vicente Gonzalez           |            | Démocrate   | Monica De La Cruz          |                | Républicain    |
| Texas                | 16e district    | Veronica Escobar           |            | Démocrate   | Veronica Escobar           |                | Démocrate      |
| Texas                | 17e district    | Pete Sessions              |            | Républicain | Pete Sessions              |                | Républicain    |
| Texas                | 18e district    | Sheila Jackson Lee         |            | Démocrate   | Sheila Jackson Lee         |                | Démocrate      |
| Texas                | 19e district    | Jodey Arrington            |            | Républicain | Jodey Arrington            |                | Républicain    |
| Texas                | 20e district    | Joaquín Castro             |            | Démocrate   | Joaquín Castro             |                | Démocrate      |
| Texas                | 21e district    | Chip Roy                   |            | Républicain | Chip Roy                   |                | Républicain    |
| Texas                | 22e district    | Troy Nehls                 |            | Républicain | Troy Nehls                 |                | Républicain    |
| Texas                | 23e district    | Tony Gonzales              |            | Républicain | Tony Gonzales              |                | Républicain    |
| Texas                | 24e district    | Beth Van Duyne             |            | Républicain | Beth Van Duyne             |                | Républicain    |
| Texas                | 25e district    | Roger Williams             |            | Républicain | Roger Williams             |                | Républicain    |
| Texas                | 26e district    | Michael Burgess            |            | Républicain | Michael Burgess            |                | Républicain    |
| Texas                | 27e district    | Michael Cloud              |            | Républicain | Michael Cloud              |                | Républicain    |
| Texas                | 28e district    | Henry Cuellar              |            | Démocrate   | Henry Cuellar              |                | Démocrate      |
| Texas                | 29e district    | Sylvia Garcia              |            | Démocrate   | Sylvia Garcia              |                | Démocrate      |
| Texas                | 30e district    | Eddie Bernice Johnson      |            | Démocrate   | Jasmine Crockett           |                | Démocrate      |
| Texas                | 31e district    | John Carter                |            | Républicain | John Carter                |                | Républicain    |
| Texas                | 32e district    | Colin Allred               |            | Démocrate   | Colin Allred               |                | Démocrate      |
| Texas                | 33e district    | Marc Veasey                |            | Démocrate   | Marc Veasey                |                | Démocrate      |
| Texas                | 34e district    | Mayra Flores               |            | Républicain | Vicente Gonzalez           |                | Démocrate      |
| Texas                | 35e district    | Lloyd Doggett              |            | Démocrate   | Greg Casar                 |                | Démocrate      |
| Texas                | 36e district    | Brian Babin                |            | Républicain | Brian Babin                |                | Républicain    |
| Texas                | 37e district    | siège créé                 | siège créé | siège créé  | Lloyd Doggett              |                | Démocrate      |
| Texas                | 38e district    | siège créé                 | siège créé | siège créé  | Wesley Hunt                |                | Républicain    |
| Utah                 | 1er district    | Blake Moore                |            | Républicain | Blake Moore                |                | Républicain    |
| Utah                 | 2e district     | Chris Stewart              |            | Républicain | Chris Stewart              |                | Républicain    |
| Utah                 | 3e district     | John Curtis                |            | Républicain | John Curtis                |                | Républicain    |
| Utah                 | 4e district     | Burgess Owens              |            | Républicain | Burgess Owens              |                | Républicain    |
| Vermont              | District unique | Peter Welch                |            | Démocrate   | Becca Balint               |                | Démocrate      |
| Virginie             | 1er district    | Rob Wittman                |            | Républicain | Rob Wittman                |                | Républicain    |
| Virginie             | 2e district     | Elaine Luria               |            | Démocrate   | Jen Kiggans                |                | Républicain    |
| Virginie             | 3e district     | Bobby Scott                |            | Démocrate   | Bobby Scott                |                | Démocrate      |
| Virginie             | 4e district     | Donald McEachin            |            | Démocrate   | Donald McEachin            |                | Démocrate      |
| Virginie             | 5e district     | Bob Good                   |            | Républicain | Bob Good                   |                | Républicain    |
| Virginie             | 6e district     | Ben Cline                  |            | Républicain | Ben Cline                  |                | Républicain    |
| Virginie             | 7e district     | Abigail Spanberger         |            | Démocrate   | Abigail Spanberger         |                | Démocrate      |
| Virginie             | 8e district     | Don Beyer                  |            | Démocrate   | Don Beyer                  |                | Démocrate      |
| Virginie             | 9e district     | Morgan Griffith            |            | Républicain | Morgan Griffith            |                | Républicain    |
| Virginie             | 10e district    | Jennifer Wexton            |            | Démocrate   | Jennifer Wexton            |                | Démocrate      |
| Virginie             | 11e district    | Gerry Connolly             |            | Démocrate   | Gerry Connolly             |                | Démocrate      |
| Virginie-Occidentale | 1er district    | David McKinley             |            | Républicain | Carol Miller               |                | Républicain    |
| Virginie-Occidentale | 2e district     | Alex Mooney                |            | Républicain | Alex Mooney                |                | Républicain    |
| Virginie-Occidentale | 3e district     | Carol Miller               |            | Républicain | siège supprimé             | siège supprimé | siège supprimé |
| Washington           | 1er district    | Suzan DelBene              |            | Démocrate   | Suzan DelBene              |                | Démocrate      |
| Washington           | 2e district     | Rick Larsen                |            | Démocrate   | Rick Larsen                |                | Démocrate      |
| Washington           | 3e district     | Jaime Herrera Beutler      |            | Républicain | Marie Gluesenkamp Perez    |                | Démocrate      |
| Washington           | 4e district     | Dan Newhouse               |            | Républicain | Dan Newhouse               |                | Républicain    |
| Washington           | 5e district     | Cathy McMorris Rodgers     |            | Républicain | Cathy McMorris Rodgers     |                | Républicain    |
| Washington           | 6e district     | Derek Kilmer               |            | Démocrate   | Derek Kilmer               |                | Démocrate      |
| Washington           | 7e district     | Pramila Jayapal            |            | Démocrate   | Pramila Jayapal            |                | Démocrate      |
| Washington           | 8e district     | Kim Schrier                |            | Démocrate   | Kim Schrier                |                | Démocrate      |
| Washington           | 9e district     | Adam Smith                 |            | Démocrate   | Adam Smith                 |                | Démocrate      |
| Washington           | 10e district    | Marilyn Strickland         |            | Démocrate   | Marilyn Strickland         |                | Démocrate      |
| Wisconsin            | 1er district    | Bryan Steil                |            | Républicain | Bryan Steil                |                | Républicain    |
| Wisconsin            | 2e district     | Mark Pocan                 |            | Démocrate   | Mark Pocan                 |                | Démocrate      |
| Wisconsin            | 3e district     | Ron Kind                   |            | Démocrate   | Derrick Van Orden          |                | Républicain    |
| Wisconsin            | 4e district     | Gwen Moore                 |            | Démocrate   | Gwen Moore                 |                | Démocrate      |
| Wisconsin            | 5e district     | Scott Fitzgerald           |            | Républicain | Scott Fitzgerald           |                | Républicain    |
| Wisconsin            | 6e district     | Glenn Grothman             |            | Républicain | Glenn Grothman             |                | Républicain    |
| Wisconsin            | 7e district     | Tom Tiffany                |            | Républicain | Tom Tiffany                |                | Républicain    |
| Wisconsin            | 8e district     | Mike Gallagher             |            | Républicain | Mike Gallagher             |                | Républicain    |
| Wyoming              | District unique | Liz Cheney                 |            | Républicain | Harriet Hageman            |                | Républicain    |

### Par territoire non incorporé
| Territoire                  | District congressionnel | Délégué sortant         | Parti | Parti       | Délégué élu             | Parti | Parti       |
| --------------------------- | ----------------------- | ----------------------- | ----- | ----------- | ----------------------- | ----- | ----------- |
| Guam                        | District unique         | Michael San Nicolas     |       | Démocrate   | James Moylan            |       | Républicain |
| Îles Mariannes du Nord      | District unique         | Gregorio Sablan         |       | Démocrate   | Gregorio Sablan         |       | Démocrate   |
| Îles Vierges des États-Unis | District unique         | Stacey Plaskett         |       | Démocrate   | Stacey Plaskett         |       | Démocrate   |
| Samoa américaines           | District unique         | Amata Coleman Radewagen |       | Républicain | Amata Coleman Radewagen |       | Républicain |
| Washington D.C.             | District unique         | Eleanor Holmes Norton   |       | Démocrate   | Eleanor Holmes Norton   |       | Démocrate   |

## Analyse

### Participation
La participation est très variable d'un État à l'autre, en fonction des enjeux et du suspense sur l'issue du vote, mais globalement un peu moins élevée, selon une analyse statistique publiée par The Washington Post et l'Associated Press (AP), que le point haut depuis un demi-siècle pour une élection de mi-mandat, atteint en 2018. Cette analyse montre que la participation de 2022 n'a dépassé celle de 2018 que dans dix des cinquante États fédérés, en particulier quatre sur les cinq de la région des Grands Lacs et les deux de la côte nord-ouest. Globalement, la participation de 2022 resterait selon cette analyse la plus forte du siècle, pour une élection de mi-mandat, après celle de 2018, dans un contexte où celle de l'élection présidentielle de 2020, proche de 66 %, avait été la plus forte de toutes les élections américaines depuis un siècle.
En Pennsylvanie, la participation est estimée à quatre poins de plus qu'en 2018, tandis qu'elle dépasse 60 % dans des États aux districts disputées comme le Wisconsin ou le Michigan, mais dans des États très peu disputés comme le Mississipi, acquis aux républicains, elle est au contraire proche de celle des élections de mi-mandat de 2014.

### Délais et problèmes de dépouillement
Six jours après le vote, les résultats globaux connaissaient toujours des délais et problèmes de dépouillement dans une vingtaine de circonscriptions, dont la moitié en Californie, notamment en raison du fait que le vote par correspondance s'est généralisé depuis l'élection présidentielle américaine de 2020. Les Américains pourraient selon certains médias devoir attendre, pour connaître le verdict final à la Chambre des représentants, plusieurs semaines.
Selon un décompte de l'Associated Press, seulement 415 sièges sur les 435 soumis à réélection étaient pourvus, la chaine d'information CNN en dénombrant pour sa part 416 et les deux médias notant une courte avance de 8 à 9 sièges pour le parti républicain,.
Six jours après le scrutin, les nouvelles projections de plusieurs grands médias américains donnaient les républicains vainqueurs de quelques sièges seulement, tout en nuançant en raison du fait que la fin du dépouillement pourrait réserver des surprises et estimaient que leur victoire éventuelle serait « nettement plus courte que ce que plusieurs médias et experts prédisaient ». Six jours après le scrutin, la projection de la chaine NBCNews donnait ainsi 219 sièges pour les républicains, soit seulement un de plus que nécessaire pour la majorité à la Chambre des représentants, contre 216 pour les démocrates avec une marge d’erreur à 4 sièges.